# Valgeraba
Valgeraba är en mosse i Estland.   Den ligger i landskapet Viljandimaa, i den sydvästra delen av landet, 110 km söder om huvudstaden Tallinn.